# Onosma album
Onosma album är en strävbladig växtart som beskrevs av W. W. Smith och Jeffrey. Onosma album ingår i släktet Onosma och familjen strävbladiga växter. Inga underarter finns listade i Catalogue of Life.